# Шералиев, Жумамудун
Джумамудун Шералиев (кирг. Жумамүдүн Шералиев, 3 сентября 1915 — 15 марта 1994) — советский композитор, Народный артист Киргизской ССР (1973), лауреат Государственной премии Киргизской ССР имени Токтогула Сатылганова (1984). Один из основоположников киргизской музыки.

## Биография
Родился в 1915 году в селе Туюк-Богошу (ныне — 1-е мая Ат-Башинского района Нарынской области) в семье крестьянина-бедняка.
Отец, заметив его тягу к музыке, сделал для него незамысловатый детский комуз и мальчик выучился играть на нём по слуху. Семья жила в приграничном районе, и первые уроки музыки мальчик получил у солдата-пограничника, игравшего на баяне, повторяя за ним. Свою первую песню «Суйгон шарга» («Любимой») сочинил в 13 лет.
С 16 лет начал работать: артистом районного радиоузла, работником Райземотдела, заведующим общим отделом Ат-Башинского райисполкома.
В 1936 году переехал во Фрунзе, где был принят в только что созданный оркестр народных инструментов Киргосфилармонии.
На первой республиканской олимпиаде народного творчества его исполнение своей песни «Созулма» принесло ему успех. Несколько песен молодого музыканта были записаны фольклористом А. Затаевичем.
В филармонии под руководством дирижёров П. Шубина и Ш. Орозова освоил музыкальную грамоту. В оркестре играл на комуз-альте, выступал как певец. В это же время брал уроки вокала у работавшей тогда в Киргизии московского педагога Т. Романовой.
1930-е годы стали самыми плодотворными по созданию им песен.
С 1948 года становится музыкальным редактором и солистом Киргизского радио.
С конца 50-х годов — заведующий музыкальной частью Нарынского музыкального драматического театра им. М. Рыскулова, работая в котором, писал музыку к спектаклям.

## Награды и признание
- Государственная премия Киргизской ССР имени Токтогула Сатылганова (1984)
- Орден «Знак Почёта» (7 июня 1939) — за выдающиеся заслуги в деле развития киргизского театрального искусства
- медаль «За трудовое отличие» (1 ноября 1958)
- медаль «За доблестный труд в Великой Отечественной войне 1941—1945 гг.»
- почётные грамоты.

## Творчество
Автор более 600 песен. Его песни имеют глубокие национальные истоки, они мелодичны, покоряют искренностью, яркой выразительностью музыкального языка, легко запоминаются. Многие из них давно уже воспринимаются как народные, среди которых «Во сне», «Девушке». Также он автор песен «Любимой», «Белые березы», «Песня любви», «Жизнь как весна», «Пионерлер ыры» («Пионерская песня»), «Ушундай бол» («Будь таким») и другие, напечатанные в газетах «Ленинчил жаш» и «Красный Кыргызстан».
Написал музыку к спектаклям «Тоо кызы» М.Джаныкова, «Курманбек» К.Джантошева, «Мин кыял» Б.Жакиева, «Укей» К.Мамбетакунова.
Ему принадлежат также хоровые произведения, инструментальные пьесы.

## О творчестве
- Дюшалиев К. Шералиев Джумамудин // Композиторы Киргизии. — Фрунзе, 1982. — С. 126—128.
- Назарматов Д. Песня — душа творчества // Сов. Киргизия. — 1985. — 21 сент.
- Дюшалиев К. Талантливый сын народа // Вестник времени. — 1990. — № 16. — С. 8.